# Уайт, Линн
Линн Уайт (англ. Lynn White; р. 6 августа 1953, Мобил, Алабама, США) — американская блюзовая и соул-певица. Номинант Blues Music Awards в номинациях «Исполнительница современного блюза» (1982, 1983), «Песня года» (1982) . 

## Биография
Линн Уайт родилась в 1953 году в Алабаме. С шести лет она начала петь в местной церкви. Будучи подростком подрабатывала в магазине грампластинок и пела под каждую запись, что слышала. Владельцем магазина был Айк Дарби (в 1987 году ставший мужем певицы, и умерший в 1988 году), у которого была небольшая компания Darby Records. Услышав Линн Уайт, он оценил её способности и в 1978 году вышел дебютный сингл певицы «Pains In My Heart». После ещё нескольких синглов, в 1981 году она выпустила свой дебютный альбом Am I Too Much Woman For You, в основном состоящий из ранее выпущенных синглов. Её первые треки представляли собой резкую смесь южного соула, блюза и фанка . В 1982 году певица выпустила самую заметную её работу, сингл «I Don’t Ever Wanna See Your Face Again», который услышал продюсер Вилли Митчелл, и этот сингл был перевыпущен Waylo Records. Линн Уайт выпустила на Waylo семь альбомов. В 1990 году Линн Уайт создала собственную фирму звукозаписи Chelsea Avenue , и до конца 1990-х записывалась независимо, с середины 1990-х записывая свои собственные песни, некоторые из которых имели успех, например «I Don’t Know Why», ставший очень популярным треком на британской соул-сцене .
Про Линн Уайт отзывались следующим образом: «В то время как суровые „шаутеры“ вроде Барбары Карр, Дениз Ласаль и Пегги Скотт-Адамс создали „грубую“ сторону нового соула, Уайт представляет собой жизненную связь с не менее важной „чувствительной“ стороной соула, имеющую корни в таких основополагающих исполнителей R&B, как Барбара Льюис, Энн Пиблз и Дайана Росс» .
В конце 1990-х Линн Уайт прекратила музыкальную карьеру.  
«Мемфисская соул- и блюзовая дива Линн Уайт обладала тонким и нежным голосом, редким в области, где обычно доминируют более жёсткие певцы» 
«Чистый, как тонкий фарфор, вокал Уайт и её выбор материала сделали ее женским аналогом блюзового певца Z. Z. Hill и — после его смерти, — одной из последней живущих и практикующих блюз, который не боялся быть „кантри“» .

## Дискография

### Альбомы
| Год  | Название                     | Рекорд-лейбл                |
| ---- | ---------------------------- | --------------------------- |
| 1981 | Am I Too Much Woman For You  | Darby Records               |
| 1982 | Blues in My Bedroom          | Waylo Records               |
| 1985 | Sorry                        | Waylo Records               |
| 1985 | Slow & Easy                  | Waylo Records               |
| 1987 | Success                      | Waylo Records               |
| 1987 | Yes I'm Ready                | Waylo Records               |
| 1987 | That's How Strong My Love Is | Panarecord International    |
| 1989 | Love & Happiness             | Waylo Records               |
| 1990 | Blues                        | Waylo Records               |
| 1990 | The New Me                   | S.O.H. Distributors Network |
| 1991 | Home Girl                    | Creative Funk Records       |
| 1993 | Cheatin'                     | S.O.H. Distributors Network |
| 1995 | Take Your Time               | MMS Records                 |
| 1998 | Touching Me                  | BLT Records                 |

### Compilation albums
| Год  | Название         | Рекорд-лейбл |
| ---- | ---------------- | ------------ |
| 1996 | At Her Best      | Blues Works  |
| 2001 | More of the Best | Blues Works  |
| 2006 | Greatest Hits    | Blues Works  |